# Goldenes Posthorn

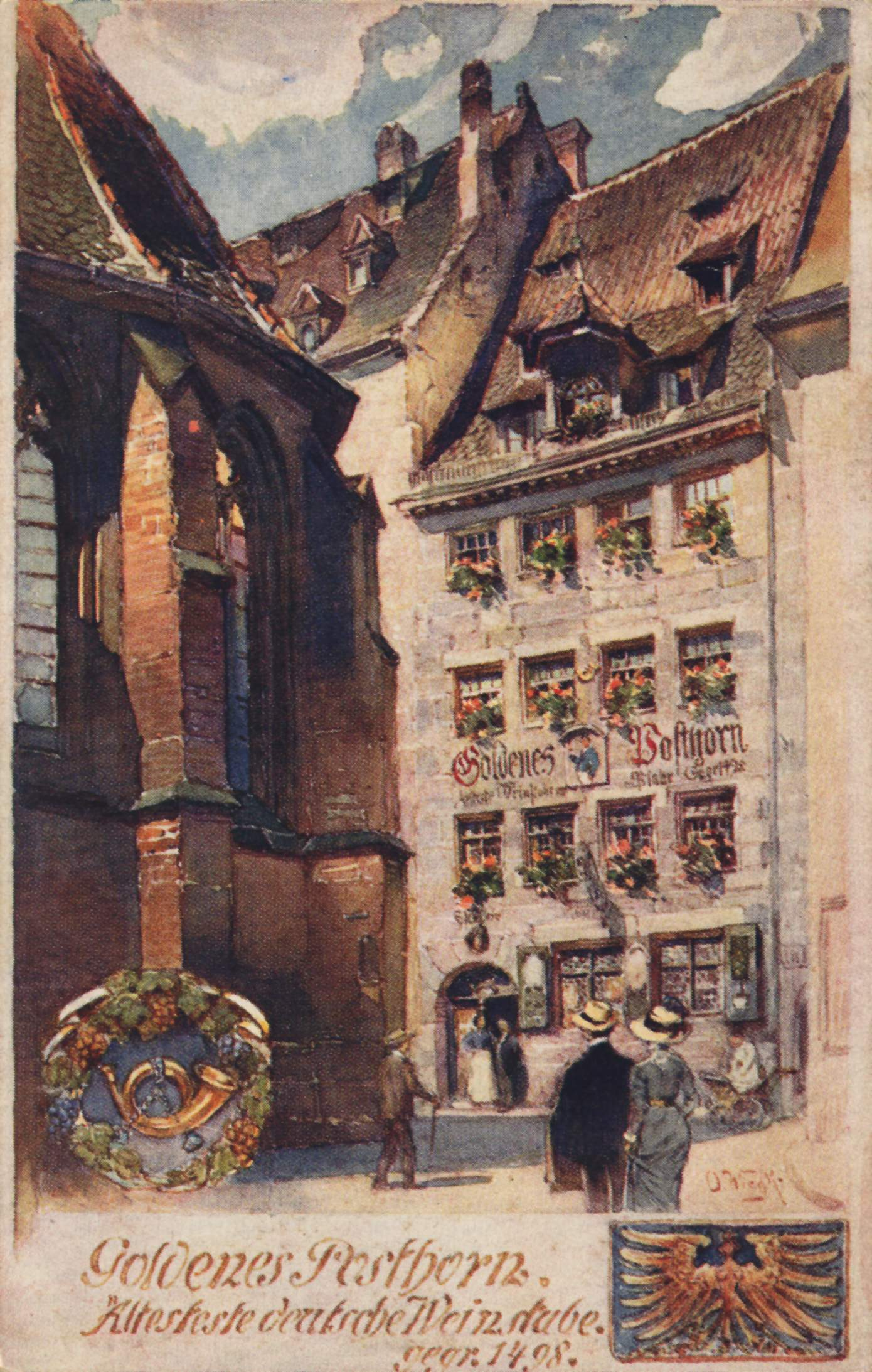
Nürnberg, Bayern – Weinstube Goldenes Posthorn (historische Postkarte)

Die Nürnberger Weinstube Goldenes Posthorn existiert seit mindestens 1498. Eine entsprechende Verkaufsurkunde ist erhalten geblieben.
Im 16. Jahrhundert zählten zu den Gästen Hans Sachs, Albrecht Dürer und Lorenz Beheim.
1945 wurde das Goldene Posthorn durch Bomben total zerstört. Das jetzige Gebäude steht seit 1960 wieder an historischer Stelle in der Glöckleinsgasse. Die Weinstube bietet heute fränkische und internationale Küche, darunter Nürnberger Rostbratwurst.